# 山花烂漫时
《山花烂漫时》（原名《大山里的女校》）是2024年播出的现实题材电视剧，该剧根据“七一勋章”获得者、“时代楷模”张桂梅校长的真实事迹改编，由《星汉灿烂·月升沧海》的导演费振翔执导，宋佳领衔主演。
该剧自2024年9月10日起在中国中央电视台综合频道（央视一套）黄金时间开播，腾讯视频同日起全网独播。

## 剧情概要
该剧根据张桂梅校长的真实事迹改编，讲述张校长为了山区里的女学生有书可读而坚持创办全免费的华坪女高，并将其一生献身于山区教育事业。

## 演员阵容
- 宋佳 饰演 张桂梅，华坪女高校长。
- 兰西雅 饰演 谷雨，华坪女高08级学生。[7]
- 都兰 饰演 蔡桂芝，华坪女高08级学生。[7]
- 合诗雨 饰演 柳细莺，华坪女高08级学生。[7]
- 杨颜嘉 饰演 宁华，华坪女高08级学生。[7]
- 聂远 饰演 周善群，华坪县教育局局长。（特别出演）[7]
- 张月 饰演 丁笑笑，华坪女高数学老师。（特邀主演）[7]
- 翟子路 饰演 姚小山，华坪女高物理老师。（特邀主演）[7]
- 黄米依 饰演 魏庭云，华坪女高语文老师。（特邀主演）[7]
- 曹曦文 饰演 方琼，记者、张桂梅的好友，华坪县儿童之家义工。（特邀主演）[7]
- 张天阳 饰演 陈四海，华坪女高办公室主任，同时兼任财务、后勤、行政、门卫等职。（特邀主演）[7]
- 姜超 饰演 马永强，华坪县新任副县长，分管教育。（特邀出演）[7]
- 郭涛 饰演 刘青永，云南省委副书记。（友情出演）
- 保剑锋 饰演 丁笑笑爸爸，师范大学校长，周善群的大学同学。（友情出演）
- 童蕾 饰演 丁笑笑媽媽（友情出演）
- 李昀銳 饰演 陈晨（友情出演）
- 彭杨 饰演 陈四海的妻子（友情出演）
- 王梓薇 饰演 蔡虹，华坪女高老师，因待遇不及预期而辞职。（友情出演）
- 刘锐 饰演 小警察（友情出演）
- 邵芸 饰演 严晶（友情出演）
- 赵龙豪 饰演 姜大宝（友情出演）
- 赵润南 饰演 赵曉雷，华坪县儿童之家的少年。
- 高寒 饰演 男前台（友情出演）
- 朱元浩 饰演 谷老三，谷雨的父亲。
- 甫枭虎 饰演 老蔡，蔡桂芝的父亲，辗转多个工程的建筑工人。

## 制作
该剧于2022年5月备案拍摄，是国家广播电视总局优秀剧本扶持项目和中共云南省委宣传部重点支持项目，《星汉灿烂·月升沧海》的导演费振翔与制片人李行再度合作。2023年10月在云南开始主体拍摄，为还原华坪女高建校初期的校舍风貌，该剧在与华坪女高一墙之隔、即将搬迁的老民族中学取景拍摄；同年12月29日宣布杀青。

### 音乐
| 曲序 | 曲目             |      | 作曲               | 演唱 |
| ---- | ---------------- | ---- | ------------------ | ---- |
| 1.   | 红梅赞（片尾曲） | 阎肃 | 羊鸣、姜春阳、金砂 | 宋佳 |

## 花絮
2024年9月9日，剧组探访华坪女高采风，张桂梅校长带领高考生齐唱《万疆》等红色歌曲，演员宋佳深受感动，在经同意后加入领唱，为高考生加以鼓励。
2024年9月27日，主演宋佳在创作座谈会上透露，宋佳向华坪县捐赠100万元人民币，本剧剧组亦向华坪县捐赠600万元人民币，用以资助当地教育体育、妇女儿童等公共事业基础设施补短板建设项目。

## 奖项荣誉
| 年份   | 颁奖礼                             | 奖项             | 入围者                       | 结果 | 参考   |
| ------ | ---------------------------------- | ---------------- | ---------------------------- | ---- | ------ |
| 2025年 | 首届中国电视剧制作产业大会年度盛典 | 年度剧集         | 《山花烂漫时》               | 獲獎 | [ 15 ] |
| 2025年 | 首届中国电视剧制作产业大会年度盛典 | 年度女主角       | 宋佳                         | 獲獎 | [ 15 ] |
| 2025年 | 首届中国电视剧制作产业大会年度盛典 | 年度导演荣誉     | 费振翔                       | 獲獎 | [ 15 ] |
| 2025年 | 首届中国电视剧制作产业大会年度盛典 | 年度编剧荣誉     | 袁子弹、丁涵、黄诗洋、李玺威 | 獲獎 | [ 15 ] |
| 2025年 | 第30届上海电视节白玉兰奖           | 最佳中国电视剧   | 《山花烂漫时》               | 提名 | [ 16 ] |
| 2025年 | 第30届上海电视节白玉兰奖           | 最佳导演         | 费振翔                       | 獲獎 | [ 16 ] |
| 2025年 | 第30届上海电视节白玉兰奖           | 最佳编剧（原创） | 袁子弹、丁涵、黄诗洋、李玺威 | 提名 | [ 16 ] |
| 2025年 | 第30届上海电视节白玉兰奖           | 最佳女主角       | 宋佳                         | 獲獎 | [ 16 ] |
| 2025年 | 第30届上海电视节白玉兰奖           | 最佳男配角       | 聂远                         | 提名 | [ 16 ] |
| 2025年 | 第30届上海电视节白玉兰奖           | 最佳女配角       | 兰西雅                       | 提名 | [ 16 ] |

## 相关作品
根据张桂梅校长的真实事迹改编的电影《我本是高山》于2023年在中国大陆上映，由海清主演。